# Puck (Magazin)

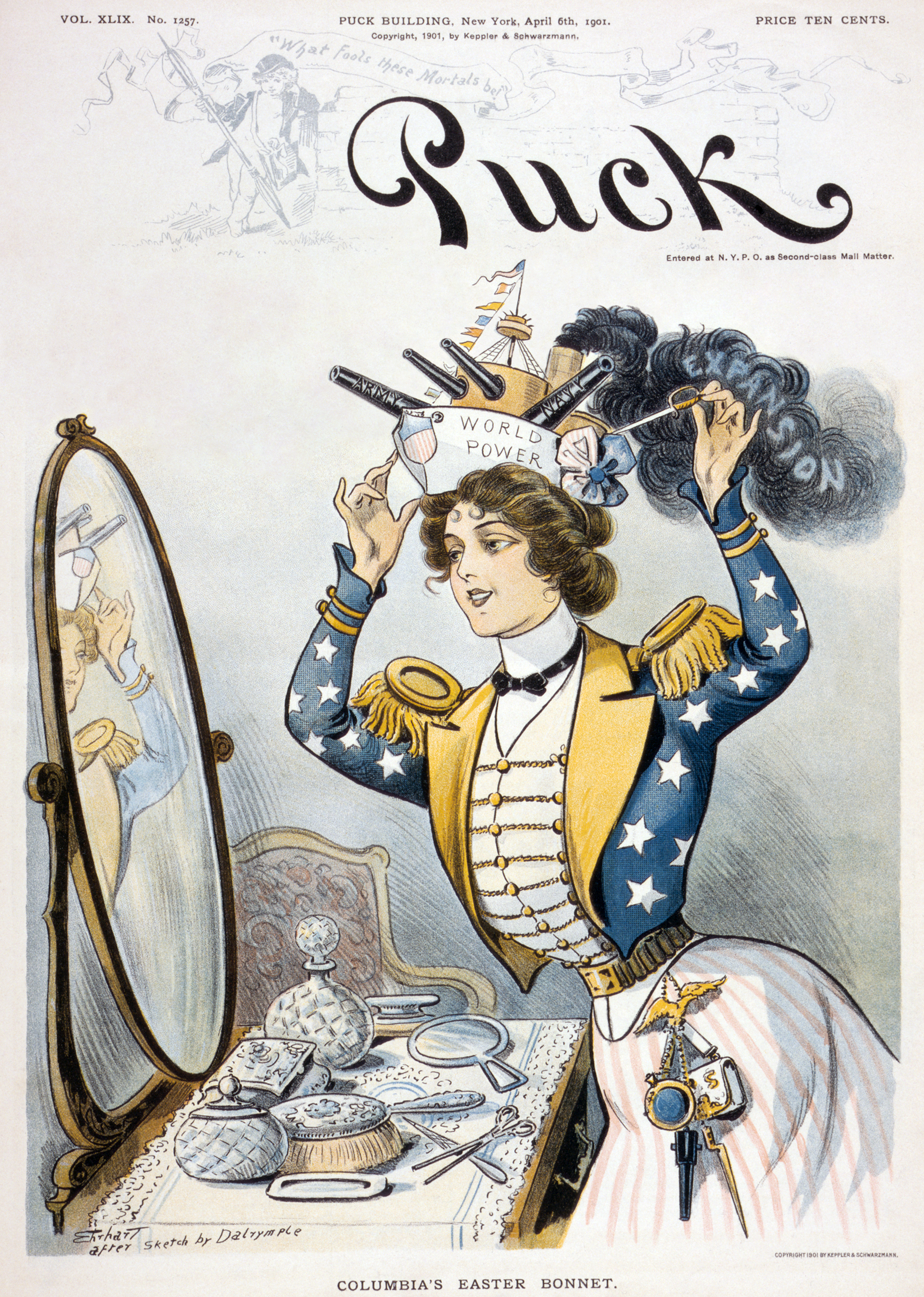
Columbia trägt ein Kriegsschiff als Hut, auf welches die Worte „World Power“ geschrieben sind (Titelblatt des Puck vom 6. April 1901).

Puck war das erste erfolgreiche Satiremagazin des späten 19. und frühen 20. Jahrhunderts in den USA. Es enthielt Cartoons, Karikaturen und politische Satire. Das Magazin erschien von 1871 bis 1918.

## Geschichte
Das wöchentlich erscheinende Magazin wurde von Joseph Ferdinand Keppler in St. Louis gegründet. Es erschien ab März 1871 in einer englischsprachigen und einer deutschsprachigen Edition. Fünf Jahre später zog die Redaktion des deutschsprachigen Puck nach New York City, wo das erste Magazin am 27. September 1876 veröffentlicht wurde. Die Redaktion der englischsprachigen Ausgabe folgte am 14. März 1877.
Das englische Magazin setzte seinen Betrieb für mehr als 40 Jahre unter verschiedenen Eigentümern und Redakteuren fort. 1916 wurde das Magazin in das Verlagsunternehmen von William Randolph Hearst übernommen. Danach wurde das Magazin nur noch zwei weitere Jahre veröffentlicht. Die letzte Ausgabe erschien am 5. September 1918.

## Bekannte Mitwirkende

### Autoren (Auswahl)
- Caspar Alexander Honthumb

### Karikaturisten
Puck beschäftigte über die Jahre zahlreiche bekannte Karikaturisten: Louis Dalrymple, Bernhard Gillam, Livingston Hopkins, Frederick Burr Opper, Louis Glackens, Albert Levering, Frank Nankivell, John Samuel Pughe, Rose O’Neill, Charles Taylor, James Wales und Eugene Zimmerman.